# Творчески портрет на Любомир Пипков
„Творчески портрет на Любомир Пипков“ е български игрален филм (документален) от 1974 година на режисьора Рангел Вълчанов.

## Актьорски състав
Не е налична информация за актьорския състав.